# Stazione meteorologica di Cuneo Levaldigi
La stazione meteorologica di Cuneo Levaldigi è la stazione meteorologica di riferimento per l'ARPA Piemonte, per il Servizio Meteorologico dell'Aeronautica Militare e per l'Organizzazione Meteorologica Mondiale relativa alla città di Cuneo.

## Caratteristiche

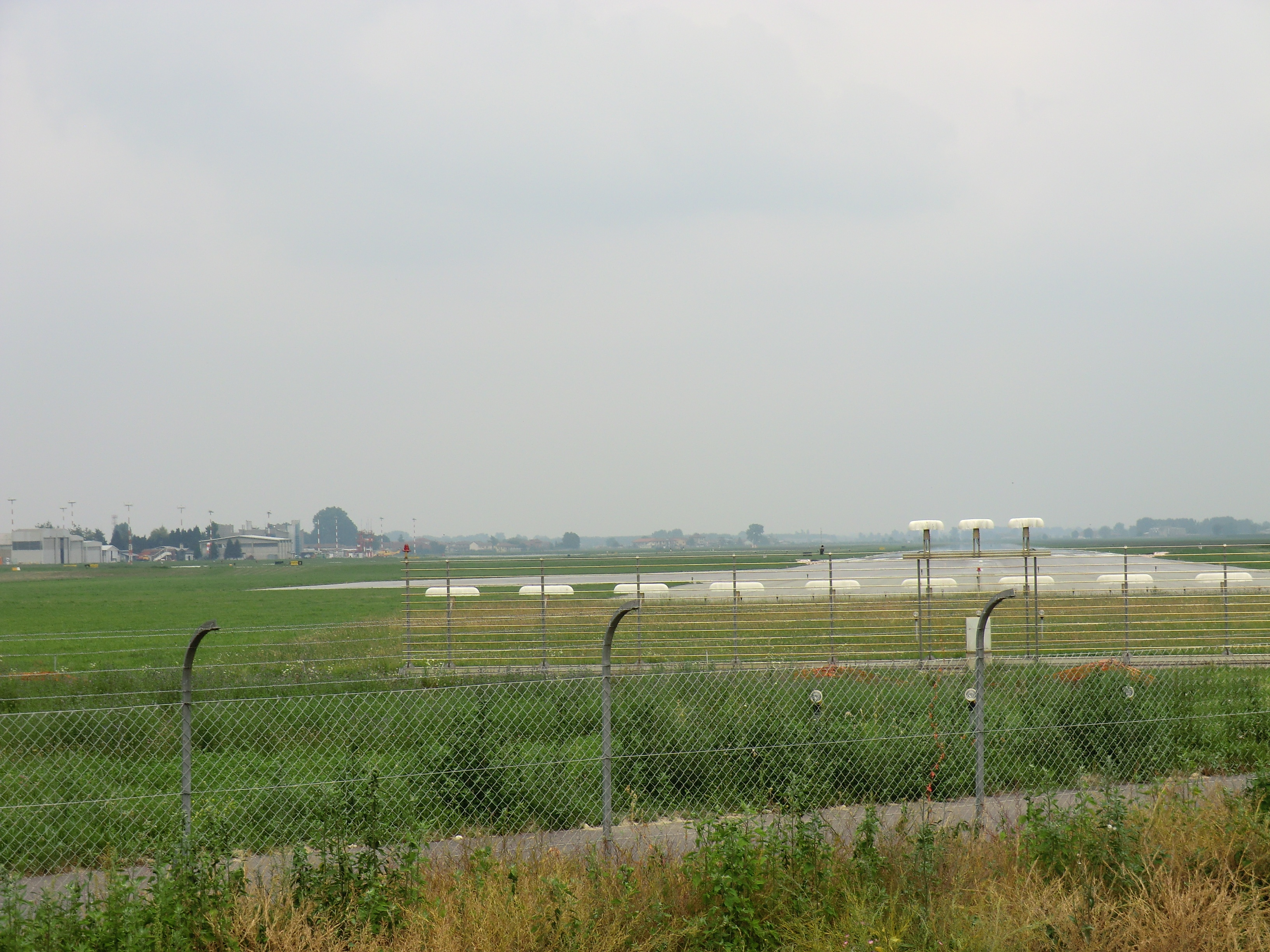
La pista dell'aeroporto: in lontananza si trova la stazione meteorologica sul campo alla sua sinistra.

La stazione meteorologica propriamente detta si trova nell'Italia nord-occidentale, in Piemonte, nel comune di Savigliano, nell'area aeroportuale di Levaldigi, a 384 metri s.l.m. e alle coordinate geografiche 44°33′10.52″N 7°37′29.51″E.
Originariamente gestita direttamente dall'Aeronautica Militare, la stazione meteorologica presidiata contrassegnata dal codice WMO 16113 è rimasta in funzione fino al 1978.
All'inizio del nuovo millennio, il Servizio Meteorologico dell'Aeronautica Militare ha provveduto ad attivare una stazione meteorologica automatica DCP con codice WMO 16117 per la meteorologia sinottica, mentre l'ENAV ha ripreso le osservazioni di meteorologia aeronautica attraverso la stazione meteorologica contrassegnata dal codice ICAO LIMZ,
Oltre a rilevare i dati meteorologici a terra, quella di Cuneo Levaldigi è una delle otto stazioni italiane in cui vengono effettuate osservazioni in quota grazie ai radiosondaggi, con almeno due lanci di palloni sonda al giorno (alle ore 0 e alle ore 12 UTC). Le osservazioni in quota sono gestite all'ARPA Piemonte.

## Dati climatologici
In base alla media del trentennio di riferimento climatico 1961-1990, la temperatura media del mese più freddo, gennaio, si attesta attorno ai +1,5 °C; quella del mese più caldo, luglio, è di circa +22 °C.
Le precipitazioni medie annue  si aggirano sui 950 mm, con minimo in inverno ed estate e picco in primavera ed autunno .
| Cuneo Levaldigi     | Mesi | Mesi | Mesi | Mesi | Mesi | Mesi | Mesi | Mesi | Mesi | Mesi | Mesi | Mesi | Stagioni | Stagioni | Stagioni | Stagioni | Anno |
| Cuneo Levaldigi     | Gen  | Feb  | Mar  | Apr  | Mag  | Giu  | Lug  | Ago  | Set  | Ott  | Nov  | Dic  | Inv      | Pri      | Est      | Aut      | Anno |
| ------------------- | ---- | ---- | ---- | ---- | ---- | ---- | ---- | ---- | ---- | ---- | ---- | ---- | -------- | -------- | -------- | -------- | ---- |
| T. max. media (°C)  | 5    | 7    | 11   | 15   | 19   | 24   | 27   | 25   | 21   | 15   | 10   | 6    | 6        | 15       | 25,3     | 15,3     | 15,4 |
| T. min. media (°C)  | −2   | 1    | 3    | 6    | 10   | 14   | 17   | 16   | 13   | 8    | 3    | 0    | −0,3     | 6,3      | 15,7     | 8        | 7,4  |
| Precipitazioni (mm) | 53   | 51   | 86   | 113  | 124  | 87   | 43   | 51   | 76   | 107  | 93   | 64   | 168      | 323      | 181      | 276      | 948  |